# ネット問屋
ネット問屋（―とんや）とは、メーカーから小売店まで商品が流通する過程に存在する様々な商慣習によって複雑になった中間流通部分を、インターネットを使い効率化・システム化したサイト、またはその運営会社の呼称を指す。

## 概要
ネット上に開設された問屋の販売システム上では、問屋が持つ機能である「情報の伝達」や「決済」までを行う。BtoB（企業間取引）サイト、仕入れサイト、卸売りサイトなどとも呼ばれ、インターネットの普及や消費者向けECサイトの盛り上がりとともに、一般化。特にアパレル・雑貨や、食の分野で展開が広がっている。

## 仕組み
会員となった小売店はサイトに出展（出品）されている企業（商品）の中から気に入ったものを選び出す。画面から注文をするとそのデータが直接出展企業（またはサイト運営企業）に届き、商品が出荷される。代金はネット問屋が小売店から回収し、ネット問屋からメーカー・問屋に支払われる流れとなる。

## 問屋の種類
- 自社倉庫出荷型

ネット問屋が全商品を仕入れて自社倉庫に保管し、受注・出荷するタイプ。小売店側が注文後、ネット問屋側はすべての商品を一括発送するため、送料を抑えることができる。問い合わせ窓口がネット問屋側に集約されているため、トラブルが生じてもスピーディに解決しやすい。
反面、自社倉庫のサイズに限りがあるため扱う商品数にも限界があるというデメリットがある。まずは、ネット問屋の利用を「試したい」「慣れたい」と考える小売店はトライする価値がある。
- 出展企業参加型

複数のメーカー・問屋が参加し商品を供給するため、購入側は出展するメーカー・問屋ごとに送料を負担しなければならないが、商品が大量に出品される。また、出展する企業同士の競争も激しくなるため、時間経過につれ販売条件やサービスの質が高まっていく傾向がある。例えば、インターネットでの仕入れの場合、商品を手にとって見ることができないため、質感などを購入側が認知することは難しい。
そこで、各メーカー・問屋は購入側が安心して商品を選択できるよう詳細な商品情報を提供している。出展企業参加型は、商品ラインナップを広げたい、特定のジャンルについて深い品揃えをしたい小売店に最適である。

## メリット
小売店
- 24時間仕入ができる
- 仕入れに出向く必要がない
- 営業マンに気兼ねなく欲しい商品を欲しい分だけ購入できる

メーカー・問屋
- 販路拡大のツールになる
- 回収のリスクがない
- 商品カタログを印刷するなどの販促コストをかけずに全商品の掲載が可能である

## 歴史（アパレル・雑貨系ネット問屋）
1990年代
- ベンチャー企業による在庫処分サイトが登場。

2000年
- 大手企業もインターネットを使った在庫処分に取組み始める。
- 中小企業の参入も相次ぎ、第1次ネット問屋ブームを迎える。

2002年
- 在庫処分だけでなく、プロパー商品の卸サイトが登場。
- 株式会社ラクーンによる「スーパーデリバリー」がサービス開始。
- メーカーが自社サイトでのイーコマースを始める動きもでてくる。

2005年
- ドロップシッピングが国内でも始まる。
- 株式会社イチオクによる「イチオクネットWeb現金問屋街」がサービス開始。
- 問屋業界のネット進出が盛んに。

2006年
- 株式会社DeNAによる「ネッシー」がサービス開始。
- 株式会社イトウによる「卸問屋.com」がサービス開始。

2007年
- 株式会社アパレルウェブによる「アパレルネット」がサービス開始。

2008年
- 株式会社テーオーシーによる「TOC Buyer’s NET」がサービス開始。
- 株式会社ワールドによる「W-WIN」がサービス開始。
- 小規模サイトも多く登場し第2次ネット問屋ブームが起こる。その一方で、アパレル不況による淘汰も進む。

2009年
- 海外展開や携帯サイト展開など、各社独自のサービスが提案されている。
- 株式会社ワールドと株式会社DeNAの提携により、2010年1月新サイト「バイヤーズクラブ」の開設が決定。
- 株式会社インテックによるファッション小物専門サイト「ネット問屋のパットクリック」がサービスを開始。

2012年
- 株式会社セルタンによる家具専門サイト「sgoole!」がサービス開始。

2014年
- 株式会社もしもによるネット仕入サイト「TopSeller」がサービス開始。

2020年
- 株式会社スペースエンジンによる卸仕入れマーケットプレイス「orosy」がサービス開始。

## 関連図書
- 「ザ・バイヤー2009」大出版社
- 「ネット問屋で仕入れる」商業界